# Uwe Benter
Uwe Benter (1 de diciembre de 1955) es un deportista alemán que compitió para la RFA en remo como timonel. Es hermano del también remero Lutz Benter.
Participó en los Juegos Olímpicos de Múnich 1972, obteniendo una medalla de oro en la prueba de cuatro con timonel. Ganó una medalla de bronce en el Campeonato Mundial de Remo de 1974 y una medalla de oro en el Campeonato Europeo de Remo de 1971.

## Palmarés internacional
| Juegos Olímpicos   | Juegos Olímpicos       | Juegos Olímpicos  | Juegos Olímpicos   |
| Año                | Lugar                  | Medalla           | Prueba             |
| ------------------ | ---------------------- | ----------------- | ------------------ |
| 1972               | Múnich (RFA)           | Medalla de oro    | Cuatro con timonel |
| Campeonato Mundial |                        |                   |                    |
| Año                | Lugar                  | Medalla           | Prueba             |
| 1974               | Lucerna (Suiza)        | Medalla de bronce | Cuatro con timonel |
| Campeonato Europeo |                        |                   |                    |
| Año                | Lugar                  | Medalla           | Prueba             |
| 1971               | Copenhague (Dinamarca) | Medalla de oro    | Cuatro con timonel |